# Холл, Генри
Генри Реджинальд Холланд Холл (англ. Henry Reginald Holland Hall; 30 сентября 1873 — 13 октября 1930, Лондон) — британский историк и египтолог.

## Биография
Генри Р. Х. Холл родился в семье сэра Сидни Приора Холла, портретиста и иллюстратора газеты The Graphic, и Ханны Холланд. Посещал Merchant Taylors' School в Лондоне, с ранних лет проявил интерес к истории и, в частности, к Древнему Египту. В возрасте 11 лет написал историю Персии, а в 16 уже неплохо разбирался в языке древних египтян.
Изучал классические науки в Колледже Святого Иоанна в Оксфорде, а также историю и язык Египта под руководством египтолога Френсиса Ллевеллина Гриффита, в 1895 году получил степень бакалавра искусств, в 1897 — магистра, а позднее, в 1920, доктора литературы.
В 1896 году Генри Холл стал работать ассистентом Э. А. Уоллиса Баджа в Британском музее, став ассистентом хранителя отделения египетских и ассирийских древностей в 1919 году. После выхода Баджа на пенсию в 1924 году занял место хранителя этого отделения, обязанности которого исполнял до самой смерти в 1930 году.
В 1903—1907 годах Холл работал на раскопках Дейр-эль-Бахри вместе с Эдуаром Навилем и Эдвардом Айртоном. В 1910 и 1925 годах участвовал в экспедициях Египетского исследовательского общества в Абидосе.
В годы Первой мировой войны был прикреплён к военному отделу пресс-бюро, а в 1916 году перешёл в разведку. По выходе в отставку был посвящён в Члены Ордена Британской империи (MBE).
Научные интересы Холла не ограничивались проблемами египтологии; после войны от имени Британского музея он проводил археологические исследования в Месопотамии — в Уре и Тель-Убейде. Путешествовал по Греции и западной части Азии, опубликовал ряд работ по истории этих регионов; Холл интересовался даже историей древнего Китая.
Холл был прекрасным оратором, обладал энциклопедическими познаниями в своей области и всегда имел большой успех у публики, демонстрируя археологические находки и рассказывая об открытиях. Он часто писал короткие статьи и заметки в различные издания, было опубликовано более 100 его сообщений в академических журналах, в том числе в Journal of Egyptian Archaeology и в British Museum Quarterly. Статьи Холла есть в Cambridge Ancient History, а также в энциклопедии Британника.
После возвращения из Брюсселя с семинара египтологов Холл простудился. Он не смог оправиться от болезни и умер в Лондоне от пневмонии 13 октября 1930 года, в возрасте 57 лет.

## Избранная библиография
- Henry R.H. Hall, «The Oldest Civilization of Greece», 1901.
- Henry R.H. Hall, «Coptic and Greek Texts of the Christian Period in the British Museum», 1905, London.
- Henry R.H. Hall и L.W. King, «Egypt and Western Asia in the light of Recent Discoveries», 1907.
- Édouard Naville, Henry R.H. Hall, et.al., «The Eleventh Dynasty Temple at Deir el Bahari», 3 vols., 1907-13.
- Henry R.H. Hall, «Hieroglyphic Texts in the British Museum», vols ii-vii, 1912-25, London.
- Henry R.H. Hall, «Ancient History of the Near East from the earliest Times to the Battle of Salamis», 1913.
- Henry R.H. Hall, with Édouard Naville and T.E. Peet, «Cemeteries of Abydos», vol i, 1914.
- Henry R.H. Hall, «Aegean Archaeology», 1915.
- Henry R.H. Hall, C.L. Woolley, et.al., «Al 'Ubaid», 1927.
- Henry R.H. Hall, «A General Introductory Guide to the Egyptian Collections in the British Museum», 1930, London.